# Meghan Klingenberg
Meghan Elizabeth Klingenberg (Pittsburgh, 2 agosto 1988) è un'ex calciatrice statunitense, di ruolo difensore.
Ha indossato la maglia della nazionale statunitense a tutti i livelli, dalle giovanili, vincendo con la formazione Under-20 il Mondiale di Cile 2008, alla nazionale maggiore, conquistando con quest'ultima, tra il 2011 e il 2017, il Mondiale di Canada 2015 e una serie di trofei CONCACAF e a invito.

## Palmarès

### Club
- Campionato svedese: 1

Tyresö: 2012
- National Women's Soccer League: 2

Portland Thorns: 2017, 2022
- NWSL Shield: 1

Portland Thorns: 2016
- Women's Premier Soccer League Elite: 1

Western New York Flash: 2012
- NWSL Challenge Cup: 1

Portland Thorns: 2021

### Nazionale
- Campionato mondiale: 1

2015
- Algarve Cup: 1

2015
- SheBelieves Cup: 1

2016
- Campionato mondiale under 20: 1

2008